# Mord Em'ly
Mord Em'ly è un film muto del 1922 diretto da George Pearson. Il regista firmò anche la sceneggiatura, basata su un romanzo di W. Pett Ridge.

## Trama
Una ragazza Cockney si redime dal suo passato di ladra, suo padre - ex galeotto - uccide sua madre e lei finisce con lo sposare un pugile.

## Produzione
Il film fu prodotto dalla Welsh-Pearson.

## Distribuzione
Distribuito dalla Jury Films, il film uscì nelle sale cinematografiche britanniche nel gennaio 1922. In Francia, venne distribuito il 13 aprile 1923 con il titolo La Gosse de Whitechapel, negli Stati Uniti come Me and My Girl 